# Internazionali d'Italia 2010
Gli Internazionali d'Italia 2010 sono stati un torneo di tennis che si è giocato su un campo di terra rossa. Quella del 2010 è stata la 67ª edizione dell'evento. Il torneo era classificato come ATP World Tour Masters 1000 nell'ambito dell'ATP World Tour 2010, e come Premier inserito nel WTA Tour 2010. Tutti gli incontri si sono svolti al Foro Italico, a Roma in Italia, gli uomini dal 24 aprile al 2 maggio e le donne dal 30 aprile all'8 maggio.

## Partecipanti ATP

### Teste di serie
| Giocatore           | Nazionalità | Ranking* | Testa di serie |
| ------------------- | ----------- | -------- | -------------- |
| Roger Federer       | Svizzera    | 1        | 1              |
| Novak Đoković       | Serbia      | 2        | 2              |
| Rafael Nadal        | Spagna      | 3        | 3              |
| Andy Murray         | Regno Unito | 5        | 4              |
| Robin Söderling     | Svezia      | 8        | 5              |
| Fernando Verdasco   | Spagna      | 9        | 6              |
| Jo-Wilfried Tsonga  | Francia     | 10       | 7              |
| Marin Čilić         | Croazia     | 11       | 8              |
| Michail Južnyj      | Russia      | 13       | 9              |
| Tomáš Berdych       | Rep. Ceca   | 14       | 10             |
| Ivan Ljubičić       | Croazia     | 15       | 11             |
| Juan Carlos Ferrero | Spagna      | 16       | 12             |
| David Ferrer        | Spagna      | 17       | 13             |
| Gaël Monfils        | Francia     | 18       | 14             |
| John Isner          | Stati Uniti | 22       | 15             |
| Sam Querrey         | Stati Uniti | 23       | 16             |

- Il ranking è al 19 aprile 2010.

### Altri partecipanti
I seguenti giocatori hanno ricevuto una wild card:
- Potito Starace
- Paolo Lorenzi
- Simone Bolelli
- Filippo Volandri

Il seguente giocatore è stato ammesso direttamente nel tabellone principale:
- Thiemo de Bakker

I seguenti giocatori sono passati dalle qualificazioni:

- Juan Ignacio Chela
- Santiago Giraldo
- Marcel Granollers
- Jan Hájek
- Michaël Llodra
- Peter Luczak
- Leonardo Mayer

Il seguente giocatore è ammesso come lucky loser:
- Simon Greul

## Partecipanti WTA

### Teste di serie
| Giocatrice          | Nazionalità | Ranking* | Testa di serie |
| ------------------- | ----------- | -------- | -------------- |
| Serena Williams     | Stati Uniti | 1        | 1              |
| Caroline Wozniacki  | Danimarca   | 2        | 2              |
| Dinara Safina       | Russia      | 3        | 3              |
| Venus Williams      | Stati Uniti | 4        | 4              |
| Svetlana Kuznecova  | Russia      | 5        | 5              |
| Elena Dement'eva    | Russia      | 6        | 6              |
| Jelena Janković     | Serbia      | 7        | 7              |
| Agnieszka Radwańska | Polonia     | 8        | 8              |
| Viktoryja Azaranka  | Bielorussia | 9        | 9              |
| Samantha Stosur     | Australia   | 10       | 10             |
| Yanina Wickmayer    | Belgio      | 12       | 11             |
| Flavia Pennetta     | Italia      | 15       | 12             |
| Francesca Schiavone | Italia      | 17       | 13             |
| Nadia Petrova       | Russia      | 18       | 14             |
| Vera Zvonarëva      | Russia      | 19       | 15             |
| Shahar Peer         | Israele     | 20       | 16             |

- Ranking al 19 aprile 2010.

### Altre partecipanti
Le seguenti giocatrici hanno ottenuto una wild card:
- Serena Williams
- Romina Oprandi
- Corinna Dentoni
- Maria Elena Camerin

Le seguenti giocatrici sono passate dalle qualificazioni:

- Akgul Amanmuradova
- Gréta Arn
- Bojana Jovanovski
- Sesil Karatančeva
- Varvara Lepchenko
- Bethanie Mattek-Sands
- Ayumi Morita
- Karolina Šprem

La seguente giocatrice è stata ammessa come lucky loser:
- Pauline Parmentier

## Campioni

### Singolare maschile
Rafael Nadal ha battuto  David Ferrer con il punteggio di 7–5, 6–2

### Singolare femminile
María José Martínez Sánchez ha battuto  Jelena Janković con il punteggio di 7–6(6), 7–5

### Doppio maschile
Bob Bryan /  Mike Bryan hanno battuto  John Isner /  Sam Querrey con il punteggio di 6–2, 6–3.

### Doppio femminile
Gisela Dulko /  Flavia Pennetta hanno battuto  Nuria Llagostera Vives /  María José Martínez Sánchez con il punteggio di 6–4, 6–2.